# St. Josef (Jägersburg)

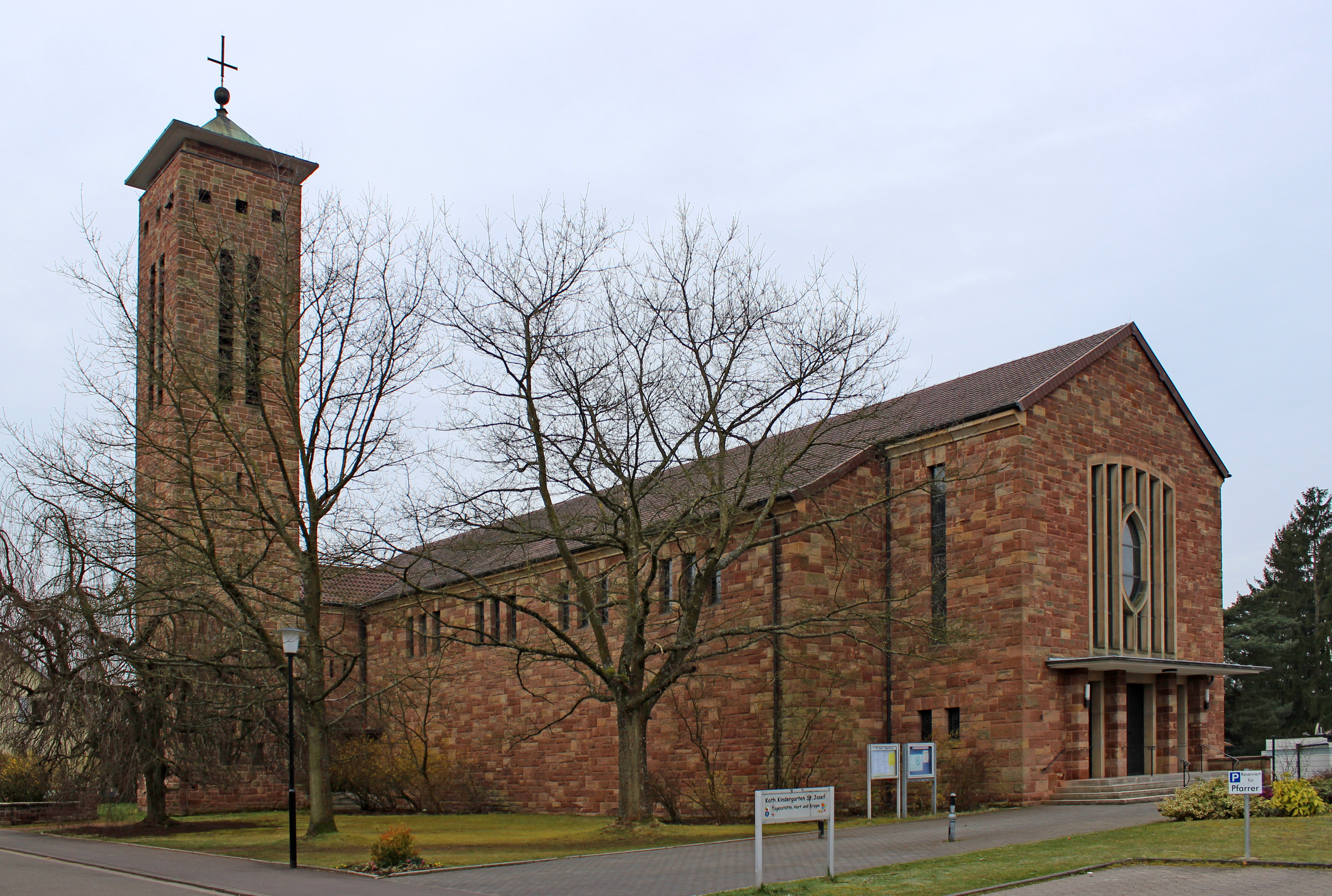
Katholische Pfarrkirche St. Josef in Jägersburg

Die Kirche St. Josef ist eine römisch-katholische Pfarrkirche in Jägersburg, einem Stadtteil der saarländischen Kreisstadt Homburg im Saarpfalz-Kreis. Sie gehört zur Pfarreiengemeinschaft Homburg-Erbach im Dekanat Saarpfalz des Bistums Speyer.

## Geschichte
Die Pfarrei St. Josef in Jägersburg wurde 1905 gegründet. Eine eigene Kirche bestand zu diesem Zeitpunkt noch nicht, weshalb die Gottesdienste im Pfarrheim abgehalten wurden. Aus finanziellen Gründen konnte erst nach dem Zweiten Weltkrieg das Vorhaben zum Bau einer eigenen Pfarrkirche realisiert werden, die am 21. August 1955 durch den Bischof Isidor Markus Emanuel geweiht wurde.

## Baubeschreibung
Dem langgestreckten Kirchengebäude aus rotem Sandstein ist auf Höhe des Chorraumes zur Straße hin ein schlanker Kirchturm mit Pyramidendach angefügt. Während die Eingangsfassade mit einem großzügigen Fenster durchbrochen wird, befinden sich an den Längsseiten des Gebäudes lediglich kleine rechteckige Fenster in Dreiergruppen knapp unterhalb der Dachkante.
An das ausladende Mittelschiff mit Kassetten bemalter Tonnendecke schließen sich nur durch schlanke Betonsäulen getrennt zwei hohe und schmale Seitenschiffe an. Der helle Chorraum ist gegenüber dem Kirchenschiff erhöht und schließt mit einer flachen aufwändig bemalten Rückwand ab.
Das Altarbild wurde 1962 von Lukas Gastl geschaffen, es wurde 1984 umgestaltet.

## Orgel

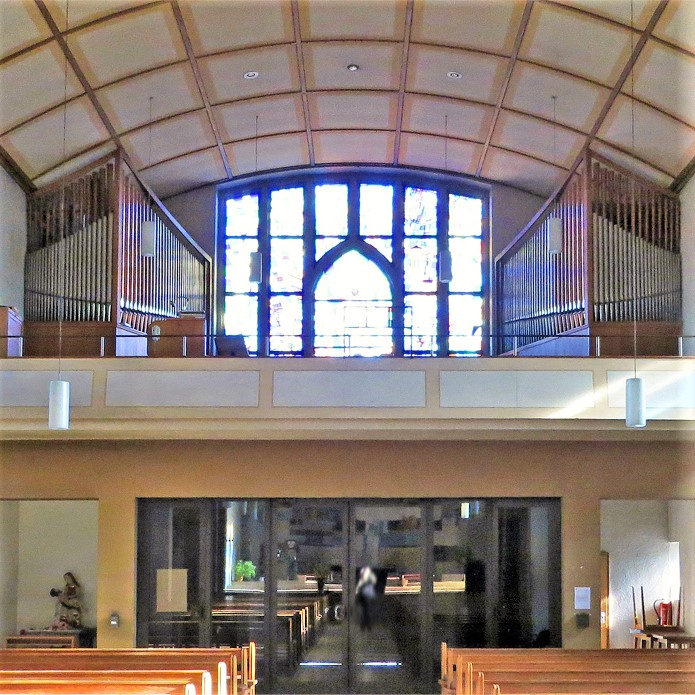
Mayer-Orgel

Die Orgel wurde 1963 durch die Orgelbaufirma Hugo Mayer (Heusweiler) errichtet. Um das große Fenster in der Eingangsfassade freizulassen, wurde das Instrument auf zwei Gehäuse aufgeteilt. Die Orgel besitzt 22 Register auf zwei Manualen und Pedal. Die Windladen sind als Schleifladen, die Trakturen sind elektrisch ausgeführt. Die Disposition lautet wie folgt:
| I Hauptwerk C–g3 |           |       |
| 1.               | Principal | 8′    |
| 2.               | Gemshorn  | 8′    |
| 3.               | Oktave    | 4′    |
| 4.               | Rohrflöte | 4′    |
| 5.               | Quinte    | 2 ⁄3′ |
| 6.               | Salicet   | 2′    |
| 7.               | Mixtur VI |       |
| 8.               | Trompete  | 8′    |

| II Schwellwerk C–g3 |                 |        |
| 9.                  | Singend Gedackt | 8′     |
| 10.                 | Quintatön       | 8′     |
| 11.                 | Principal       | 4′     |
| 12.                 | Nachthorn       | 4′     |
| 13.                 | Praestant       | 2′     |
| 14.                 | Terzflöte       | 1 3⁄5′ |
| 15.                 | Blockflöte      | 1′     |
| 16.                 | Cymbel IV       |        |
| 17.                 | Schalmey        | 8′     |
|                     | Tremulant       |        |

| Pedal C–f1 |               |     |
| 18.        | Subbaß        | 16′ |
| 19.        | Octave        | 8′  |
| 20.        | Choralbaß     | 4′  |
| 21.        | Hintersatz IV |     |
| 22.        | Posaune       | 16′ |

- Koppeln: II/I, I/P, II/P
- Spielhilfen: 2 freie Kombinationen, Tutti, Zungeneinzelabsteller, Crescendowalze